# Newbury (Massachusetts)
Newbury és una població dels Estats Units a l'estat de Massachusetts. Segons el cens del 2000 tenia 6.717 habitants.

## Demografia
Segons el cens del 2000, Newbury tenia 6.717 habitants, 2.514 habitatges, i 1.815 famílies. La densitat de població era de 106,9 habitants/km².
Dels 2.514 habitatges en un 35,7% hi vivien nens de menys de 18 anys, en un 61,5% hi vivien parelles casades, en un 7,4% dones solteres, i en un 27,8% no eren unitats familiars. En el 22,6% dels habitatges hi vivien persones soles el 9,1% de les quals corresponia a persones de 65 anys o més que vivien soles. El nombre mitjà de persones vivint en cada habitatge era de 2,66 i el nombre mitjà de persones que vivien en cada família era de 3,16.
Per edats la població es repartia de la següent manera: un 27,1% tenia menys de 18 anys, un 4,3% entre 18 i 24, un 30% entre 25 i 44, un 27,9% de 45 a 60 i un 10,7% 65 anys o més.
L'edat mediana era de 40 anys. Per cada 100 dones de 18 o més anys hi havia 91,7 homes.
La renda mediana per habitatge era de 74.836 $ i la renda mediana per família de 83.428$. Els homes tenien una renda mediana de 52.366 $ mentre que les dones 35.656$. La renda per capita de la població era de 34.640$. Entorn de l'1,2% de les famílies i el 3,1% de la població estaven per davall del llindar de pobresa.